# Praia de Sepetiba
A Praia de Sepetiba localiza-se na cidade do Rio de Janeiro, em Sepetiba, bairro do Rio de Janeiro. Sepetiba tem origem na língua tupi, significando "muito sapê".
A Praia de Sepetiba serviam como porto colonial para exportação de pau-brasil a Europa. Seu principais acessos eram o Caminho de Sepetiba (atual Estrada de Sepetiba), que levava à Santa Cruz, e o Caminho de Piahy (atual Estrada do Piaí), que ligava o bairro à Pedra de Guaratiba. Não é recomendada para banho, devido a alta poluição das águas da Baía de Sepetiba.
Já foi uma praia agradável, onde atraía muitos banhistas e era comparada com Copacabana. Porém, devido a vazamentos de rejeitos tóxicos de reservatórios locais da extinta Companhia Mercantil e Industrial Ingá, após fortes chuvas ocorridas em 1996 e em 2003, somados ao descaso de autoridades, do qual foram jogados esgotos de 29 lugares da Zona Oeste, sem nenhum tipo de tratamento através do Rio Guandu, fizeram com que a praia tivesse sua orla assoreada pela lama situada em seu fundo, impossibilitando-a para banhos.